# Китайское евангельское братство
Китайское евангельское братство (кит. 中华福音团契) — христианская пятидесятническая церковь в Китае. Церковь также известна под названием Братство Танхэ (кит. 唐河团契). Представляет собой сеть домашних общин и является одной из крупнейших китайских подпольных церквей. Численность верующих движения оценивается в 10 млн человек.
Церковь не признана государством и её деятельность в стране запрещена.

## История
У истоков церкви стоял Фэн Цзяньго. Фэн родился в 1927 году в христианской семье. В детстве он учился в школе, основанной американскими пресвитерианскими миссионерами. С 1950-х годов Фэн Цзяньго начал проповедовать в уезде Танхэ (провинция Хэнань). Основанное им движение получило название братство Танхэ. Несмотря на преследования и аресты лидеров (Фэн Цзяньго находился в тюрьме в 1975-80 годах), братство распространилось по всей стране.
Мировую известность движение получило в 2002 году, когда 34 высших лидера церкви были похищены членами секты «Молния Востока». Через два месяца все захваченные руководители братства были освобождены. В 2004 году 100 лидеров церкви были арестованы китайской военной полицией.
В 2002 году миссионеры церкви посетили Россию и начали духовную миссию среди китайских рабочих-мигрантов.

## Вероучение
В момент формирования церковь была изолирована от иностранного богословского влияния и создавала собственное вероучение. Тем не менее, вероучение церкви схоже с вероучением классических пятидесятников. Церковь признаёт богодухновенность 66 книг Библии, триединство Бога и божественность Иисуса Христа. Руководство церкви заявляет об аполитичности движения и выступает против участия церкви в политике.
В 1998 году лидеры движения Китайского евангельского братства, совместно с руководством церкви «Китай за Христа» и другими пятидесятническими домашними церквами подписали общую декларацию веры. Среди прочего, декларация признаёт дары Духа Святого, в том числе и говорение на иных языках. Документ также подчёркивает, что знамения и чудеса, присущие апостольской церкви, возможны и в наши дни.

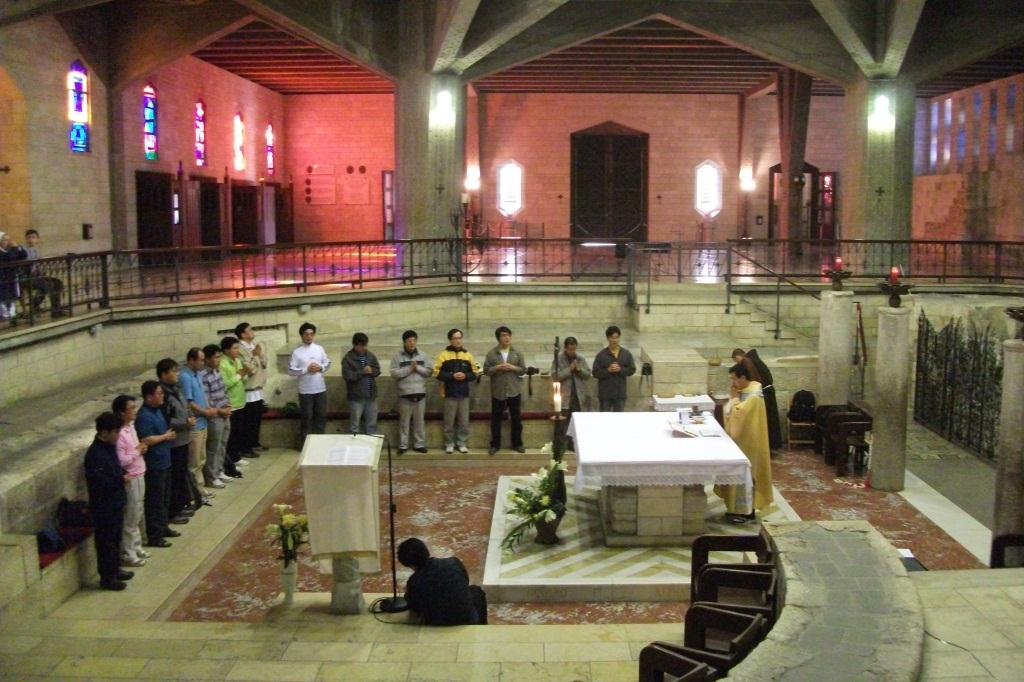
Христиане-китайцы в католическом соборе Благовещения, Назарет